# Cantó de Pouzauges
El cantó de Pouzauges és un cantó francès del departament de la Vendée, situat al districte de Fontenay-le-Comte. Té 13 municipis i el cap es Pouzauges.

## Municipis
- Le Boupère
- Les Châtelliers-Châteaumur
- Chavagnes-les-Redoux
- La Flocellière
- La Meilleraie-Tillay
- Monsireigne
- Montournais
- La Pommeraie-sur-Sèvre
- Pouzauges
- Réaumur
- Saint-Mesmin
- Saint-Michel-Mont-Mercure
- Tallud-Sainte-Gemme

## Història
| Data d'elecció                           | Identitat                   | Partit                     | Qualitat |
| ---------------------------------------- | --------------------------- | -------------------------- | -------- |
| 1951-1970                                | Charles Mignen              | Divers droite              |          |
| 1970-1981                                | Lionel de Tinguy du Pouët   | CD, després UDF-CDS        |          |
| 1981-1994                                | Montfort de Tinguy du Pouët | UDF-CDS                    |          |
| 1994-2001                                | Roger Colin                 | Divers droite              |          |
| 2001-                                    | Jean-Pierre Lemaire         | Divers droite, després MPF |          |
| les dades anteriors no són pas conegudes |                             |                            |          |
|                                          |                             |                            |          |

| A partir de 1990: Població sense dobles comptes |